# Schizocosa stridulans
Schizocosa stridulans är en spindelart som beskrevs av Helen Margaret Stratton 1984. Schizocosa stridulans ingår i släktet Schizocosa och familjen vargspindlar. Inga underarter finns listade i Catalogue of Life.